# Ḥají Ákhúnd
Ḥají Ákhúnd, ossia Ḥají Mullá `Alí-Akbar Shahmírzádí (in arabo حاج ملا على أكبر شهميرزادي‎?; 1842 – 4 marzo 1910), è stato un eminente seguace di Bahá'u'lláh, il fondatore della Fede bahai.

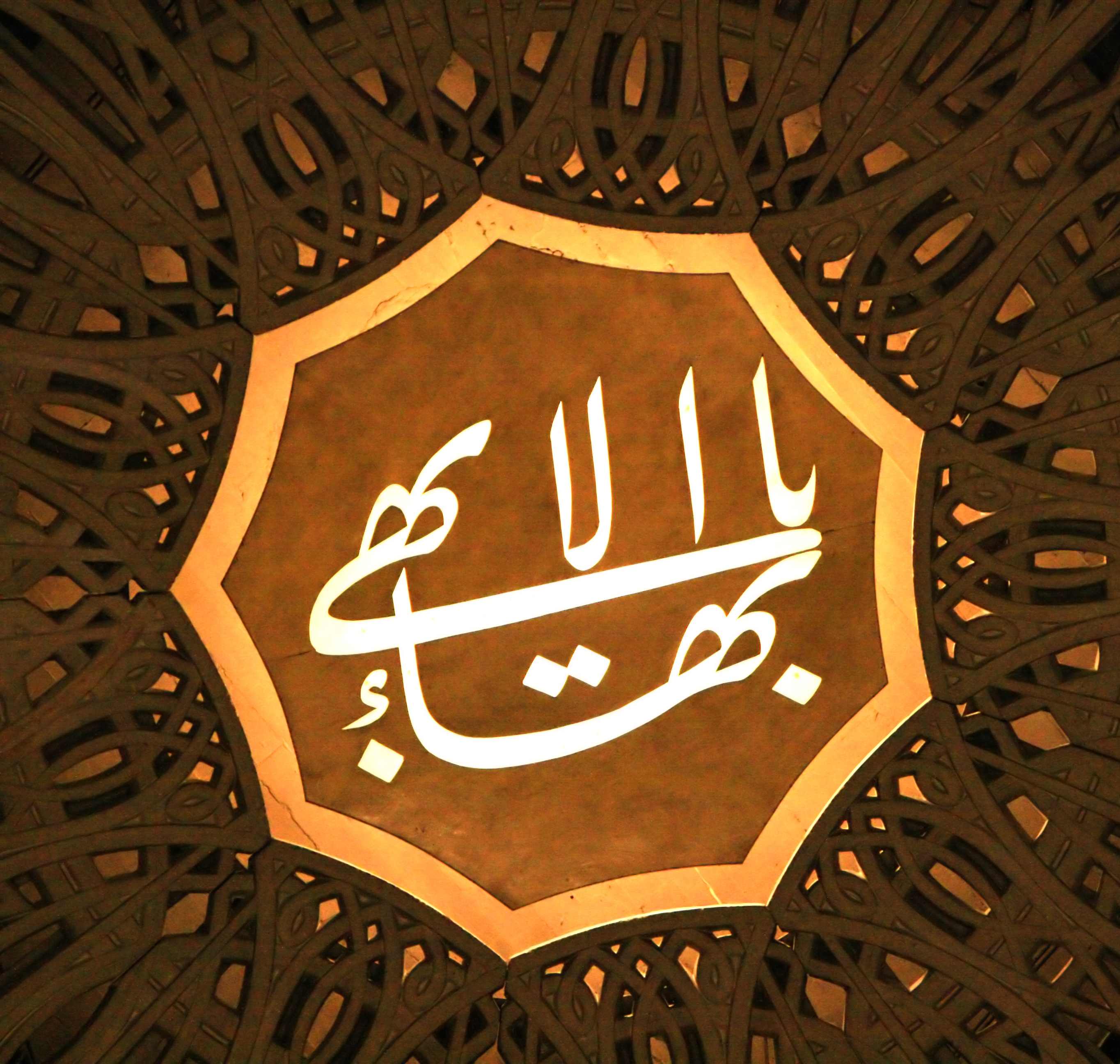
Simbolo del Più Grande Nome

Fu nominato Mano della Causa e indicato come uno dei diciannove Apostoli di Bahá'u'lláh.

## Biografia
Hají Ákhúnd nacque nel villaggio di Shahmírzád, in Persia. Era figlio di un mullā, e dopo gli studi elementari andò a Mashhad per frequentare una scuola religiosa.
Nel 1861 conobbe alcuni seguaci del Báb e si convertì al movimento religioso e ciò gli causò l'espulsione dalla scuola e dalla città.

## Arresti
Tornato al suo villaggio natale, ne fu espulso dal clero islamico locale. 
Si trasferì a Teheran, dove divenendo seguace di Bahá'u'lláh aderì alla Fede Bahai.
A Teheran, durante un pogrom, sobillato dal clero, contro i Bahai, quando molti di loro furono arrestati, Hají Ákhúnd si avvolse nel suo mantello e si sedette aspettando che le guardie arrivassero ad arrestarlo.
Fu arrestato e imprigionato a Teheran diverse volte, nel 1872 per sette mesi da Nayibu's-Saltanih,  nel 1882 per due anni da Nayibu's-Saltanih, nel 1886 su ordine di Mulla ‘Ali Kani, nel 1887, e nel 1891 per due anni assieme a Hájí Amín.

## Acri
Hají Ákhúnd si recò a Acri in Israele; dove Bahá'u'lláh e la sua famiglia erano esiliati; nel 1873, nel 1888 e nel 1899.
Durante quei viaggi ebbe l'incarico di trasferire i resti mortali del Báb, dai luoghi segreti in cui erano nascosti, ad Acri dove furono custoditi per diversi anni prima d'essere tumulati nel mausoleo.
Hají Ákhúnd fu una delle quattro Mani della Causa nominate direttamente da Bahá'u'lláh e partecipò a varie attività bahai in Persia, fino alla sua morte avvenuta il 4 marzo 1910.